# 142P/Ge-Wang
142P/Ge-Wang – kometa krótkookresowa, należąca do rodziny komet Jowisza.

## Odkrycie
Kometa została odkryta 4 listopada 1988 roku w Obserwatorium Xinglong. Jej odkrywcami jest dwójka astronomów chińskich: Ge Yongljang i Wang Qi.

## Orbita komety i właściwości fizyczne
Orbita komety 142P/Ge-Wang ma kształt elipsy o mimośrodzie 0,5. Jej peryhelium znajduje się w odległości 2,49 j.a., aphelium zaś 7,43 j.a. od Słońca. Jej okres obiegu wokół Słońca wynosi 11,05 roku, nachylenie orbity do ekliptyki to wartość 12,3˚.
Wielkość jądra komety nie przekracza kilku kilometrów.